# 三島ゆり子
三島 ゆり子（みしま ゆりこ、1940年〈昭和15年〉12月17日 - ）は、日本の女優・タレント。神奈川県横浜市生まれ。本名は木内 三枝子（きうち みえこ）。学校法人総持学園鶴見女子高等学校中退。MC企画所属。血液型はO型。

## 人物・経歴
第7期東映ニューフェイスに合格（同期は宮園純子・三沢あけみ・結城美栄子）。東映へ入社した当初は本名だったが、1963年からは現在の芸名を名乗る。京都撮影所で多数の時代劇に出演しており、武家の娘や妻役といった清楚な役柄が中心であったが、のちに汚れ役が増えていく。
1970年代半ばからは『暗闇仕留人』で煩悩の塊である中村家の次女・妙心尼（中村たえ）役を演じて有名になり、彼女の発する「なりませぬ」は流行語となった。
1982年から1986年にかけてテレビドラマ「ザ・ハングマンシリーズ」でボスから預かった報酬をメンバーらに手渡す係りのなぞの女役でレギュラー出演していた。
現在は近畿を拠点にしている。

## 出演

### 映画

#### 「木内三枝子」名義
- 千羽鶴（1958年） - 南佳代
- 遊侠の剣客 つくば太鼓（1960年）
- 危うし!快傑黒頭巾（1960年）
- 八州血煙り笠（1961年）
- 若殿千両肌（1961年）
- 若君と次男坊（1961年） - お京
- 豪快千両槍（1961年）
- 橋蔵の若様やくざ（1961年）
- 瞼の母（1962年）
- 伝七捕物帖 影のない男（1962年）
- 天草四郎時貞（1962年） - 梅（三蔵の妻）
- 大江戸の鷹（1962年）
- 次郎長と小天狗 殴り込み甲州路（1962年）
- 薩陀峠の対決（1962年）
- 血煙り笠（1962年）
- 祇園の暗殺者（1962年）
- 越後獅子祭り（1962年）
- 唄祭り赤城山（1962年）
- お姫さまと髭大名（1962年） - お菊

#### 「三島ゆり子」名義
- 浪人街の顔役（1963年）
- 用心棒市場（1963年）
- 十七人の忍者（1963年）
- 雲切獄門帳（1963年）
- 雲の剣風の剣（1963年）
- 右京之介巡察記（1963年）
- 月影忍法帖 二十一の眼（1963年）
- 素浪人捕物帖 闇夜に消えた女（1963年）
- 狐雁一刀流（1963年）
- 十三人の刺客（1963年）
- 紫右京之介 逆一文字斬り（1964年）
- 忍び大名（1964年）
- 三匹の浪人（1964年）
- くノ一忍法（1964年）
- 大殺陣（1964年）
- 博徒（1964年）
- くノ一化粧（1964年）
- 監獄博徒（1964年）
- 関東果し状（1965年）
- 花と竜（1965年）
- 天保遊侠伝 代官所破り（1965年）
- 忍法忠臣蔵（1965年）
- 関東やくざ者（1965年）
- 宮本武蔵 巌流島の決斗（1965年）
- 関東破門状（1965年）
- やくざGメン 明治暗黒街（1965年）
- お尋ね者七人（1966年）
- 三等兵親分（1966年）
- 女犯破戒（1966年）
- 四畳半物語 娼婦しの（1966年）
- 十七人の忍者 大血戦（1966年）
- 日本暗黒街（1966年）
- 893愚連隊（1966年）
- 日本大侠客（1966年）
- あゝ同期の桜（1967年）
- 大奥(秘)物語（1967年）
- 暗黒街シリーズ 荒っぽいのは御免だぜ（1967年）
- 日本侠客伝 白刃の盃（1967年）
- 銭形平次（1967年）
- 任侠 魚河岸の石松（1967年）
- 続大奥(秘)物語（1967年）
- 北海遊侠伝（1967年）
- 一心太助 江戸っ子祭り（1967年）
- 人間魚雷 あゝ回天特別攻撃隊（1968年） - お藤
- 忍びの卍（1968年）
- 喜劇 競馬必勝法 大穴勝負（1968年）
- 徳川女系図（1968年）
- 温泉あんま芸者（1968年）
- 怪猫 呪いの沼（1968年）
- 緋牡丹博徒（1968)
- 妖艶毒婦伝 般若のお百（1968年）
- 日本女侠伝 侠客芸者（1969年）
- 妖艶毒婦伝 人斬りお勝（1969年）
- 日本侠客伝 花と竜（1969年）
- 前科者 縄張荒し（1969年）
- 緋牡丹博徒 鉄火場列伝（1969年）
- 夜遊びの帝王（1970年）
- 極悪坊主 念仏三段斬り（1970年）
- 三匹の牝蜂（1970年）
- 日本女侠伝 真赤な度胸花（1970年）
- 札つき博徒（1970年）
- 新網走番外地 大森林の決闘（1970年）
- 極悪坊主 飲む・打つ・買う（1971年）
- 懲役太郎 まむしの兄弟（1971年）
- 喜劇 トルコ風呂王将戦（1971年）
- まむしの兄弟 お礼参り（1971年）
- 傷だらけの人生 古い奴でござんす（1971年）
- 緋牡丹博徒 仁義通します（1972年）
- まむしの兄弟 懲役十三回（1972年）
- 子連れ狼 三途の川の乳母車（1972年）
- まむしの兄弟 傷害恐喝十八犯（1972年）
- やくざ対Gメン 囮（1973年）
- まむしの兄弟 恐喝三億円（1973年）
- まむしの兄弟 刑務所暮し四年半（1973年）
- まむしの兄弟 二人合わせて30犯（1974年）
- 山口組外伝 九州進攻作戦（1974年）
- 女囚やくざ（1974年）
- 極道VSまむし（1974年）
- まむしと青大将（1975年）
- キンキンのルンペン大将（1976年）
- 人生劇場（1983年）
- 最後の博徒（1985年）
- 大奥十八景（1986年）
- GREEN BOY グリーンボーイ（1989年）
- 迷宮 LABYRINTH（1996年）
- 血を吸う宇宙（2001年）
- おやじの釜めしと編みかけのセーター (2017年)
- 多十郎殉愛記（2019年）
- なん・なんだ（2022年公開予定）
- つぎとまります（2024年）[1]

### テレビドラマ
- 部長刑事 （ABC）
- 人形佐七捕物帳 第19話「藁人形」（1965年、NHK）
- 新選組血風録 第5話「海仙寺党全滅」（1965年、NET） - 小夜
- 素浪人 月影兵庫
  - 第1シリーズ 第4話「黒い霧がながれていた」（1965年、NET） - お初
  - 第2シリーズ 第14話「生まれたときから曲がっていた｣（1967年、NET） - おぼん
- 大岡政談 池田大助捕物帳（1966年、NHK）第26話
- 銭形平次（1966年、CX）
  - 第5話「捕物仁義」（1966年） - お京
  - 第43話「お由良の罪」（1967年） - お由良
  - 第70話「女の城」（1967年） - お六
  - 第144話「消えた御用金」（1969年） - おきち
  - 第226話「間違われた男」（1970年） - お葉
  - 第349話「わんぱく純情」（1973年） - お滝
  - 第430話「片袖の女」（1974年） - おりょう
  - 第652話「小唄をどこで覚えたか」（1978年） - おかつ
  - 第687話「潮騒を聞く女」（1979年） - おしん
  - 第783話「甦った十手」（1981年） - お島
  - 第803話「偽証」（1982年） - おしん
  - 第838話「狙撃者を追え!」（1983年） - 女将
  - 第856話「一度は捨てた夢」（1983年）
  - 第888話「ああ十手ひとすじ!!八百八十八番大手柄」（1984年）
- 新吾十番勝負 第11話「阿波の渡り鳥」（1966年、TBS / 松竹テレビ室）- お柳
- 剣 第29話「慶安太平記異聞」（1967年、NTV）
- 旅がらすくれないお仙 第4話「女ってこわい」（1968年、NET）
- 大奥（1968年、CX） - 恵心
- 妖術武芸帳 第5話 - 第7話（1969年、TBS・東映） - 羽花仙女
- 日本任侠伝 第2話「笹川繁蔵」（1969年、NET）
- 新三匹の侍 第6話「俺が女にした女」（1970年、CX / 松竹） - お紋
- 徳川おんな絵巻 第36話「姫君と用心棒」（1971年、KTV） - 文字栄
- 特別機動捜査隊 第512話「高倉主任誕生」（1971年、NET）
- 地獄の辰捕物控 第4話「縁切寺で女が死んだ」（1972年、NET）
- 眠狂四郎 第9話「異人の剣が吠える」（1972年、KTV / 東映）
- 必殺シリーズ（ABC・松竹）
  - 必殺仕置人（1973年） - お島
  - 暗闇仕留人（1974年） - 妙心尼
  - 必殺仕業人 第24話「あんた、この替玉をどう思う」必殺シリーズ通算200回記念（1976年） - 囚人
  - 新・必殺仕置人 第14話「男狩無用」（1977年） - 妙心尼
  - 必殺仕事人（1979年 - 1981年） - おしま
- 新十郎捕物帖・快刀乱麻 第2話「死と死と来ぬか雨」（1973年、ABC）
- 斬り抜ける（1974年 ABC・松竹）第5話「女が命を燃やすとき」 お紺
- 北斗の人 （1974年、KTV）
- 大江戸捜査網 第244話「花火よ夜空を貫け!」（1976年、12ch / 三船プロ） - 口入れ屋・仙波屋おせん
- 三丁目の古寺に、照る日曇る日、恋の雨 （1976年、NTV）
- 愛が見えますか… （1976年、NTV）
- 丼池太閤記 （1977年、NHK）
- 連続テレビ小説（NHK、すべて大阪局製作分）
  - わたしは海（1978年10月 - 1979年3月） - 川村あや 役
  - ぴあの（1994年4月 - 10月）
  - あすか（1999年10月 - 2000年4月） - 今村嘉 役
  - 芋たこなんきん（2006年10月 - 2007年3月）- 和田秋恵 役
  - カーネーション（2011年10月 - 2012年3月） - 澤田
  - マッサン（2014年9月 - 2015年3月） - ヨシ
- ああ、お父ちゃん（1978年10月1日・8日、KTV） - おしげ
- 日曜恐怖シリーズ2 第3話（1979年7月29日、KTV）
- 桃太郎侍（NTV）
  - 第147話「万才! 桃太郎先生」（1979年）
  - 第178話「アバタもエクボ」（1980年）
- 新婚プラス1（1979年、KTV）
- 日本名作怪談劇場 第9話「怪談 牡丹燈籠」（1979年、12ch）- おみね
- 土曜ワイド劇場 （ABC）
  - 映画村殺人事件 愛の邪魔ものを消せ!（1980年5月24日）
  - 目撃 殺人鬼が狙う運命の母と子（1981年11月21日）
  - 抱かれた男の謎 六年前の殺人事件 橋は死の匂い（1983年9月17日）
  - 女たちの森 夫婦交換殺人 嵐山の仮面のお茶会!?（1984年12月15日）
  - ダイエット殺人事件 レオタード熟女たちの危険なプレイに美人トレーナーが…（1985年5月18日）
  - みちのく離婚ツアー連続殺人（1986年11月15日）
  - 信州八ヶ岳殺人事件 人妻マッサージ師 不倫の愛（1987年3月21日）
  - 幻の船連続殺人 東京エリート刑事VS大阪根性刑事、南国土佐で恋の対決1988年3月19日）
  - 武田信玄なるほど連続殺人事件 事件は見合いの日に起きた!（1988年5月15日）
  - 尼さん探偵名推理1 吊り鐘から死体! 破戒尼トリオ危機一髪（1989年4月15日） - 松連尼 役
  - 尼さん探偵名推理2 墓地に幽霊! 釣鐘に死体? 色即是空殺人事件（1990年10月20日）
  - 桜吹雪美人スリ三姉妹がいく4 みちのく温泉秘宝さがし旅（1997年3月15日）
  - 京都B級グルメ殺人事件帖1 オムライスの謎（1997年11月15日）
  - 嫁姑が謎に挑戦6 北斎信州路に消えた殺人者（1999年5月15日）
  - 京都の芸者弁護士事件簿3 三方五湖、悪魔の逆転殺人!（1999年9月18日）
  - 京都の芸者弁護士4 嫉妬の炎に鬼が舞う! 貴船、白浜連続殺人（2000年9月16日）
  - 京都の芸者弁護士5 香危うし! （2001年8月15日）
  - 眼科医小室瞳の推理カルテ1 日本三大美人湯龍神温泉であなたの瞳が見ていたはず!（2001年8月18日）
  - 万引きウオッチャー2 死体に謎の血文字カウントダウン猟奇…（2002年1月19日）
  - 北アルプス連続殺人ルート〜標高2500m!天空の殺意!（2006年9月30日）
- 斬り捨て御免! （12ch）
  - 第1シリーズ 第13話「江戸を走る通り魔」（1980年）
  - 第2シリーズ （1981年） - おさと
- 時代劇スペシャル 「血槍富士〜盗まれた千両箱をめぐって、情けと怒りの東海道」（1981年7月17日、CX）
- 江戸の用心棒 第20話（1981年、CX・東宝・映像京都）
- 木曜ゴールデンドラマ （YTV）
  - 嫁・姑・女のたたかい（1981年12月24日）
  - 私が殺した女（1982年8月19日）
  - 目撃者ご一報下さい 二人妻を持つ男が殺された! 犯人は…？（1983年7月21日）
  - 密会（1984年3月8日）
  - 火の蛾（1985年3月7日）
  - 女が生まれ変わる時（1985年11月28日）
- 眠狂四郎円月殺法（1982年、TX）
- 先生お・み・ご・と!（1982年、KTV） - 桃山和代 役
- ザ・ハングマンシリーズ（ABC・松竹芸能）
  - ザ･ハングマンII（1982年） - よね子
  - 新ハングマン（1983年） - 野川加代子
  - ザ・ハングマン4（1984年） - ?女 / 栗原美津代
  - ザ・ハングマンVスペシャル 「金塊に化けたヘソクリ200億を追え!」（1986年） - ?女 / 栗原美津代
- 大岡越前（TBS / C.A.L）
  - 第6部 第32話「越前への挑戦状」（1982年10月11日） - 藤尾
  - 第11部 第10話「相合傘の出逢い」（1990年6月25日） - 磯舟の女将
- 女のたたかい （1983年、MBS）
- 眠狂四郎無頼控 第3話「魔性の血を宿す妻」（1983年、TX） - おたよ
- 新・女捜査官（1983年、ABC・テレパック）
- 大奥 第42話「少女達の不良白書」（1983年、KTV） - 松尾
- 新 女捜査官 （1983年、ABC）
- 御金蔵破り 第4シリーズ（1983年、CX）
- あの橋の畔で （1983年、MBS）
- 暴れん坊将軍II（ANB / 東映）
  - 第51話「走れ! 盗っ人父子の千両旅」（1984年） - おしげ
  - 第89話「八丁堀師走の恋唄」（1984年） - 品岡
- 間違いだらけの夫選び（1985年、CX）
- 水戸黄門 （TBS / C.A.L）
  - 第16部 第15話「娘が消えた縮緬の里 -宮津-」（1986年8月4日） - お竜
  - 第39部 第21話「狙え一攫千金 -堺-」（2009年3月16日）
- 金曜女のドラマスペシャル 「Wの悲劇 京都資産家殺人事件（1986年6月20日、CX）
- あぶない刑事 第12話「衝動」（1986年、NTV・セントラル・アーツ） - スナックのママ
- 山村美紗サスペンス（KTV）
  - 不用家族（1986年10月13日）
  - 京菓子殺人事件（1986年11月17日）
- 傑作時代劇 「五瓣の椿」（ANB）
  - 復讐編「焼死体をすり替えた謎の美女」（1987年4月16日）
  - 完結編「白い肌に秘めた復讐の簪」（1987年4月23日）
- 見上げればいつも青空（1987年、YTV）
- 妻そして女シリーズ19 心霊ドラマスペシャル1「透視の罠」（1987年7月6日、MBS）
- 火曜スーパーワイド「翔んでる女西郷どん びんびんグルメ戦争」（1988年、ABC）
- 新・部長刑事 アーバンポリス24 （1990年、ABC）
- 東芝日曜劇場（第1728回）「大阪物語 父と逢う春」（1990年3月25日）
- 火曜ミステリー劇場 「花ふぶき女スリ三姉妹5 謎の五つの指輪を求めて無銭旅行 長島温泉－桑名－伊勢志摩」（1991年4月16日）
- 近松青春日記 （1991年、NHK） - とめ
- 株価!! 証券マンの熱い夏（1992年、NHK）
- 大阪で生まれた女やさかい （1993年、NHK大阪・ドラマ新銀河第2作）
- 名奉行 遠山の金さん（ANB / 東映）
  - 第5シリーズ 第8話「白い肌に溺れた与力」（1993年） - お滝
  - 第7シリーズ 第15話「肝っ玉母さんと邪教の女」（1996年） - 桂月尼
- 命いずこへ （1994年、NHK）
- 金曜エンタテイメント （CX）
  - 美人三姉妹 温泉芸者が行く!4 月岡湯けむり心中殺人事件（1997年6月6日）
  - 京都祇園八坂をどり殺人事件（1997年10月27日）
- お礼は見てのお帰り ナニワのべっぴん刑事2 初春に舞う!（1998年1月2日、KTV）
- ドラマ30（MBS製作）
  - 離婚計画〜いつか愛したあなたへ〜（2000年3月 - 5月）
  - デザイナー（2005年10月 - 11月）
  - 暖流（ナレーション）
- 水曜ミステリー9（TX）
  - 顔のない女（2001年7月8日）
  - 誤算〜京都資産20億円老人謎の死！再婚新妻と遺族骨肉の争い!（2008年3月2日）
  - 「名犬フーバーの事件簿」長源寺大志の事件簿 京都鞍馬迷宮殺人!（2008年6月11日） - 和泉
- オヤジ探偵 1シリーズ 第9話「隠し子発覚!?消えた2000万と母娘サギ師を探せ!」（2001年、ANB）
- 月曜ゴールデン（TBS）
  - 山村美紗サスペンス 京都弓道殺人事件（2005年5月1日、TBS）
  - 遺品整理人・谷崎藍子〜死者が遺したメッセージ〜（2010年5月24日）
- 新・京都迷宮案内 3シリーズ 第3話「秋の京都〜琵琶湖 杉浦のなが〜い一日」（2006年、ANB）
- 平成17年度人権教育啓発映画「千夏のおくりもの」（2006年3月27日、MBS）
- その男、副署長〜京都河原町署事件ファイル 第1シリーズ 第1話「河原町から消えた…殺意を呼ぶ熱い氷」（2007年、EX）
- お江戸吉原事件帖 第6話「狙われた芸者衆」（2007年、TX）
- NHK奈良特集「万葉ラブストーリー」 第1話「万葉歌碑はハート色」（2008年2月28日、NHK） - 祖母・絹江 役
- 金曜時代劇 密命 寒月霞斬り（2008年4月、TX） - とめ 役
- かんさい特集 「おかんの逆襲〜我が家のリフォーム戦争〜」（2009年7月31日、NHK関西、9月22日全国） - 田中珠子 役
- 京都地検の女 第6シリーズ 第1話（2010年10月14日、ANB）
- 松本清張 球形の荒野（2014年3月9日、BS日テレ） - 赤木マサ 役
- SP〜警視庁警護課（2014年、テレビ朝日） - 細川道子 役
- あなたのブツが、ここに（2022年、NHK総合） - 横田幸子 役

### その他のテレビ番組
- 花の新婚!カンピューター作戦（関西テレビ）
- わいわいサタデー（ABC）
- ナイトinナイト（ABC）
- 痛快!エブリデイ（関西テレビ）
- 競馬中継（関西テレビ）
- BK芸能スペシャル（NHK大阪）
- ズバリ!悩みおまかせ（サンテレビ）
- みのもんた・三島ゆり子の突撃テレビショッピング
- 名水百選ぶらり旅 - ナレーション（スカイ・A）
- バラエティー生活笑百科　（2020年7月18日）

### ラジオ
- 朝はトコトン菊水丸（MBSラジオ）
- 雀々・タージン・ゆりりんの木曜ねばーランド（朝日放送ラジオ）
- 春蝶のだから土曜日（ラジオ大阪）